# Lonicera albertii
Lonicera albertii là một loài thực vật có hoa trong họ Kim ngân. Loài này được Regel mô tả khoa học đầu tiên năm 1881.